# Diego Gallegos
Diego Gallegos (Guadalajara, Jalisco; 10 de marzo de 1999) es un futbolista mexicano, juega como Mediocampista y su equipo actual es el Atlético Morelia de la Liga de Expansión MX.

## Trayectoria
Inicios
Inició en 2012 con la sub-13 de los Estudiantes Tecos, luego estuvo en tercera división con Leones Negros, para 2016 pasa al Toluca.

### Deportivo Toluca
Debutó en copa el 1 de agosto de 2018 ante FC Juárez.

### Atlético Morelia
En 2020 es traspasado al Atlético Morelia, equipo donde se convirtió en titular por la banda defensiva y donde consiguió el campeonato de Liga de Expansión del Clausura 2022.

### Pumas Tabasco
Al siguiente torneo, se incorporó a Pumas Tabasco. Con Pumas Tabasco se hizo del lugar titular e incluso logró salir a la banca en algunos partidos del primer equipo.

### Celaya Fútbol Club
Tras la desaparición de Pumas Tabasco, llega al Club Celaya.